# Saint-Cyr (Saône-et-Loire)
Saint-Cyr település Franciaországban, Saône-et-Loire megyében. Lakosainak száma 765 fő (2022. január 1.). Saint-Cyr Varennes-le-Grand, Beaumont-sur-Grosne, Gigny-sur-Saône, Marnay, Saint-Ambreuil és Sennecey-le-Grand községekkel határos.

## Népesség
A település népessége az elmúlt években az alábbi módon változott:
| Lakosok száma | 755  | 733  | 750  | 729  | 739  | 750  | 760  | 760  | 765  |
|               | 2013 | 2015 | 2016 | 2017 | 2018 | 2019 | 2020 | 2021 | 2022 |